# Leonardo Costa
Leonardo Costa (Belo Horizonte, 1977. május 12. –) brazil úszó. Részt vett a 2000. évi nyári olimpiai játékokon.